# Demos (album)
Demos is het debuutalbum van de Amerikaanse rockmuzikant Matt Skiba, de zanger en gitarist van Alkaline Trio. Het is het eerste album dat Skiba solo heeft opgenomen en is uitgegeven door Asian Man Records op 10 augustus 2010.

## Nummers
1. "You Didn't Feel A Thing"
2. "Angel Of Deaf"
3. "I Can't Believe You"
4. "Haven't You?"
5. "How The Hell Did We Get Here?"
6. "Cradle To The Grave"
7. "Red, White, And You"
8. "Radio Vienna"
9. "S.O.S."
10. "Nausea (Cruel And Unusual)"
11. "Into Thin Air"
12. "Merry-Go-Down"
13. "Special"
14. "Razor Blade Blues"
15. "Magicland"